# Riouwstraat (Den Haag)

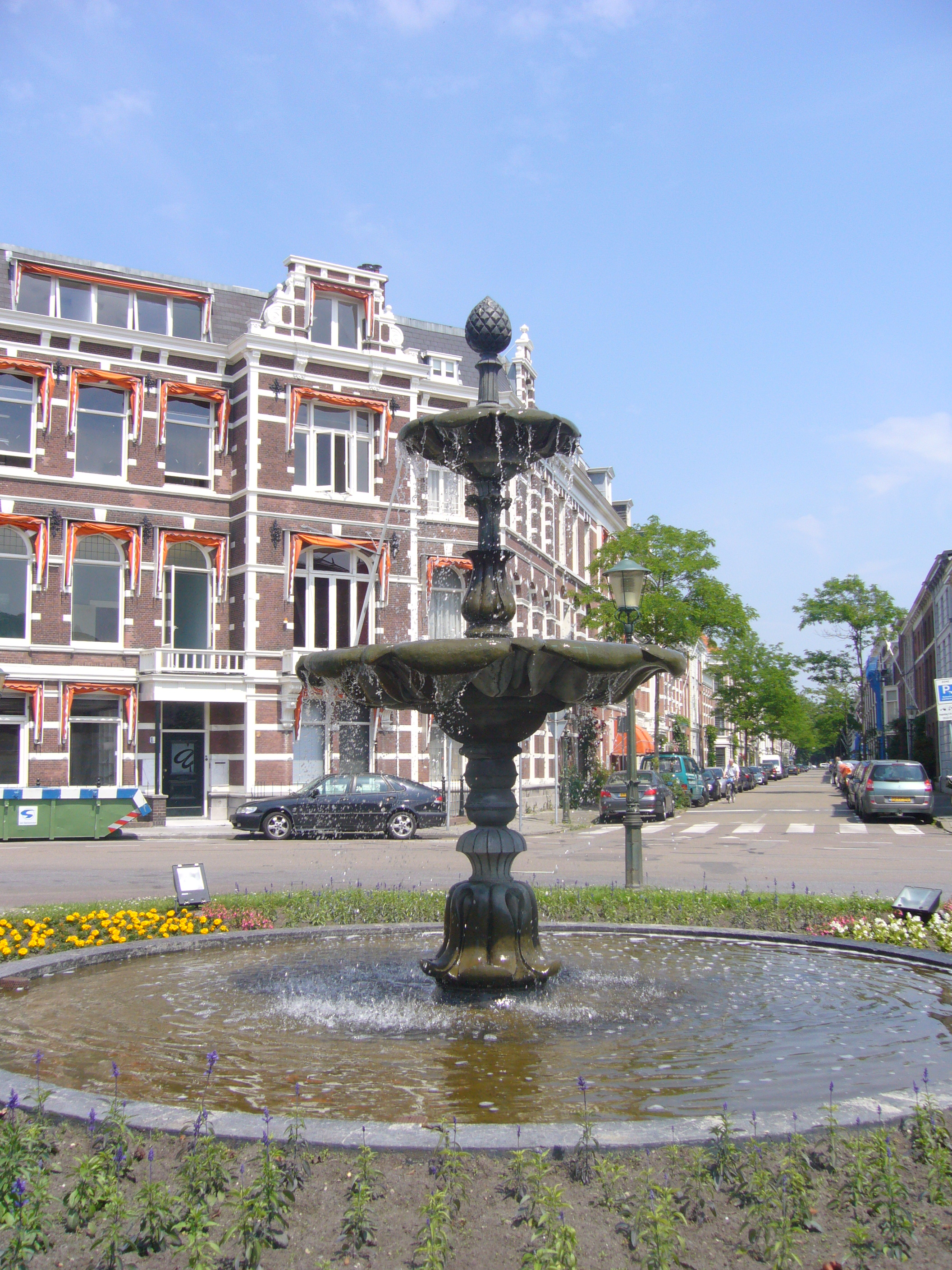
Riouwstraat en Bankaplein

De Riouwstraat is een straat in de Archipelbuurt in Den Haag. Hij werd in 1879 aangelegd, tegelijk met de Billitonstraat en de Madoerastraat. Hij werd vernoemd naar de Riouwarchipel.
De Riouwstraat loopt van de Timorstraat naar de Koninginnegracht, min of meer evenwijdig aan de kustlijn. In het midden kruist hij de Bankastraat bij het Bankaplein, dat in 1883 werd aangelegd. Andere zijstraten zijn twee straatjes naar het Prinsenvinkenpark, de Bonistraat, Borneostraat, de Lombokstraat en de Batjanstraat.
Bijna alle huizen zijn van baksteen en hebben horizontale witte strepen (speklagen). De meeste huizen hebben geen voortuin. 
Op 25 januari 1945 werden 's ochtends net na acht uur een aantal huizen aan de westkant van de straat door een defecte V2-raket getroffen die op Duindigt gelanceerd was. Er vielen tien doden en 41 gewonden. Op 16 maart maakte O.E. van Rappard, wethouder voor de Openbare Werken, bekend dat de betrokken verwoeste percelen onteigend werden en dat het verboden was bouwmaterialen of restanten daarvan te verwijderen. De zes getroffen huizen werden na de oorlog vervangen door een flatgebouw.

## Bekende panden en/of bewoners
- Nummer 1: het Studiecentrum voor Antroposofie, op de hoek van de Timorstraat.
- Nummer 10: tot 1930 woonde hier minister Samuel van Houten, vooral bekend wegens het Kinderwetje van Van Houten.
- Nummer 27: Nationaal Bahá'í-Centrum, sinds 1952
- Nummer 41: kunstschilder Frans de Wit (1901-1981), lid van Pulchri Studio, de Posthoorngroep en de Haagse Kunstkring.
- Nummer 52C: Duinweide
- Nummer 62A: Cateringbedrijf Taat & de Regt werd hier opgericht; is nu gevestigd op het Lange Voorhout.

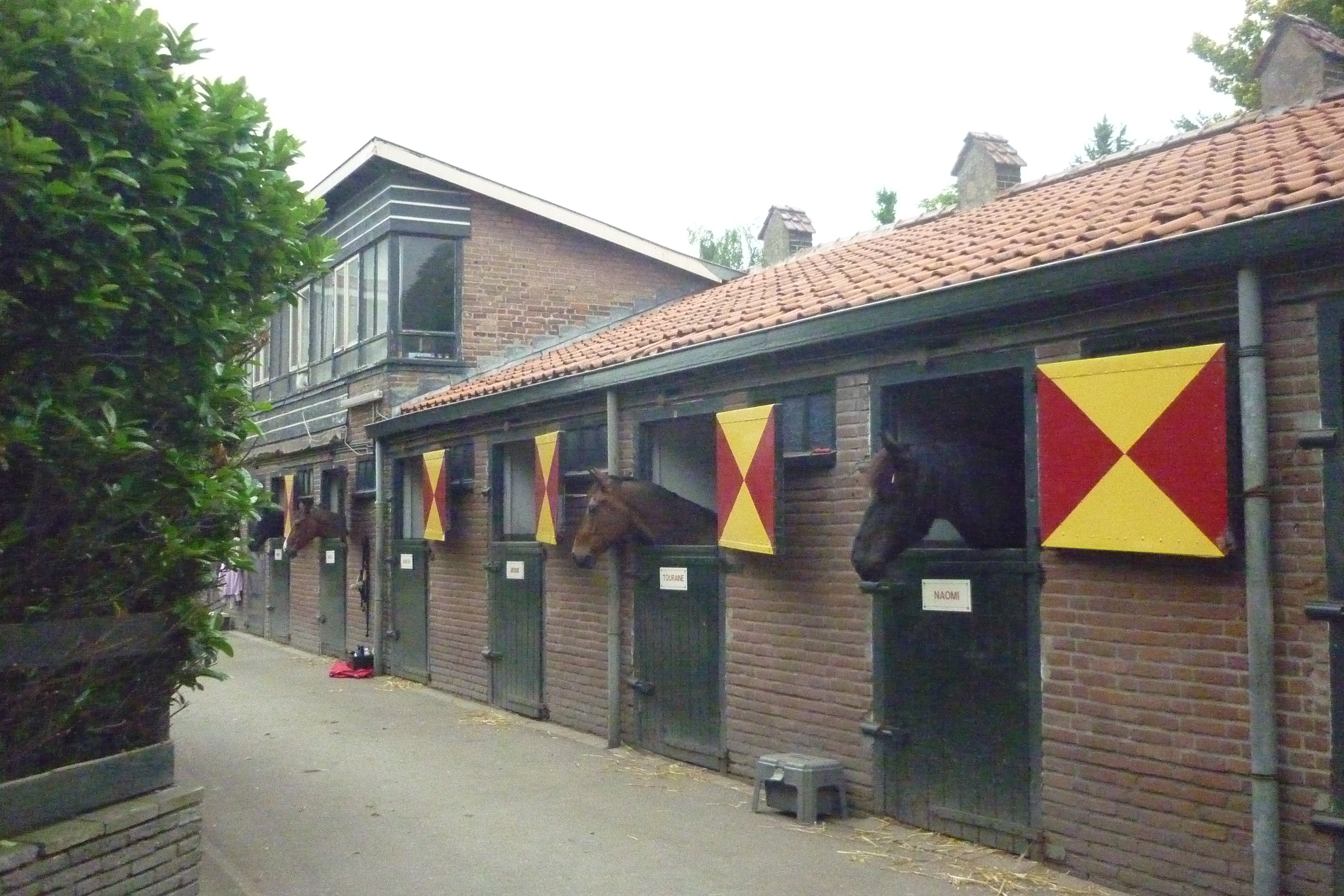
Riouw Rijschool

- Nummer 62C: de Riouw Rijschool. De manege ligt tussen de Riouwstraat en Begraafplaats Sint Petrus Banden. Er zijn drie toegangen, waarvan eentje bij de Kerkhoflaan en de Scheveningse Bosjes uitkomt. De manege werd in de oorlog door de Duitsers onteigend, maar in 1957 werd hij heropend door M.H. Hazendonk, de grootvader van de huidige eigenaars, Michael en Roel. Er kwam in 1967 ook een buitenbak. De deuren van de boxen zijn rood-geel geschilderd naar de kleuren van het familiewapen.
Er staan 36 paarden, waarvan twintig particulier eigendom zijn.
- Nummer 68: kunstschilder Kees van Roemburg (1914-2002), lid van de Haagse Kunstkring.
- Nummer 72: kunstschilder Nol Kroes (1918-1976), lid van de Posthoorngroep.
- Nummer 131: J.C. Pleysierschool (1986-1990), school voor moeilijk opvoedbare kinderen, verhuisde in 1986 van de Soendastraat naar de Riouwstraat. Directrice was A. Lamaker. De naam is nu het Pleysier College met diverse locaties.
- Nummer 137: Ambassade van de Republiek El Salvador.
- Nummer 138: Haagsch Persbureau Matla (1927-1995), opgericht door Jean Hubert Matla (1902-1968). Hij was kinderloos en na zijn overlijden werd het bureau voortgezet door twee medewerksters, Gerda Huberts en Wil Kortekaas. Op 1 januari 1995 stopten de dames Matla, zoals ze vaak genoemd werden, en werd het bureau overgenomen door Wegener.
- Nummer 153: Witte Hoogendijk (1853-1921)
- Nummer 167: Geünieerde Loge van Theosofen
- Nummer 172: Internationaal Esperanto-Instituut. Voormalig woonhuis van officier, gouverneur-generaal en minister Alexander Willem Frederik Idenburg.
- Nummer 173: kunstschilder Christiaan de Moor (1899-1961), lid van Pulchri Studio, de Haagse Kunstkring en Verve.

Ook Peter van der Linden, medeoprichter van Toneelgroep De Appel, woonde in de Riouwstraat.